# ジョージ・エンソル
ジョージ・エンソル（George Ensor、1842年 - 1911年7月13日）は、英国聖公会宣教協会(CMS)で日本に派遣された最初の宣教師である。

## 生涯
1842年アイルランド生まれ。ケンブリッジ大学クイーンズ・カレッジ卒。イギリス教会宣教会の宣教師養成学校で学び、最初のCMS日本派遣宣教師に任命される。
1868年7月に英国を出発し、中国・寧波に滞在し、先輩宣教師から指導を受け、1869年1月長崎に来日する。東山手居留地五番の米国聖公会のチャニング・ウィリアムズ宣教師館を譲り受けた。
長崎では英学稽古所を開き、英語を教えながら伝道する。エンソルは日本で最初のプロテスタント教会である英国聖公会会堂でチャニング・ウィリアムズ（初代）、グイド・フルベッキ（2代目）の後任として3代目チャプレンを務めた。長崎では「妖僧エンソル」と呼ばれた。日本で最初の信者二川一騰に洗礼を授ける。1870年(明治3年)後に日本基督公会の最初の執事になった仁村守三に洗礼を授けた。
グイド・フルベッキの日本語教師であった肥後藩一向宗の僧侶、清水宮内（一道）は、フルベッキから聖書をもらってキリスト教の教えを受け、1868年（明治元年）夏にフルベッキから受洗したが、1869年（明治2年）にフルベッキが上京すると逮捕され、3年余りの獄中生活を送ることとなった。この時、エンソルやフルベッキらの明治新政府への抗議や尽力によって清水は釈放されている。清水は後の1883年（明治16年）には、東京麹町教会の一員として活動した。
しかし、健康を害したことから、1872年（明治5年）5月に長崎を出帆して英国に帰国する。エンソルの後任はヘンダーソン・バーンサイド牧師。エンソルは長崎に3年半滞在したが、前述の二川、仁村に加え、小林六郎、宮本健蔵など十名がエンソルから洗礼を受け、これが長崎聖三一教会の基礎となった。著作に「神道弁謬」。
帰国後のエンソルは、時にはCMSの連絡主事として英国各地の教会を廻って日本伝道の実状を語り、また永く英国教会の牧師として忠実に牧会の務めを果たした。
1909年(明治42年)には、宣教師になった娘と共に再来日し、東京で伝道をする。英国に一時帰国するために舟に乗っている時、1911年(明治44年)7月13日ジブラルタル海峡付近で病死する。